# Propylmagnesiumbromid
Propylmagnesiumbromid ist eine organische Verbindung, konkret ein Grignard-Reagenz.

## Herstellung
Propylmagnesiumbromid kann durch Reaktion von 1-Brompropan mit Magnesium in Diethylether hergestellt werden.

## Reaktionen und Verwendung
Die Reaktion mit Zinn(IV)-chlorid in Tetrahydrofuran ergibt Tetrapropylzinn. Es reagiert mit 3-Cyanpyridin, wobei nach Hydrolyse ein Keton erhalten wird. Die Elektrolyse von Propylmagnesiumbromid ergibt vor allem Propan und Propen. Durch Reaktion von Propylenoxid mit Propylmagnesiumbromid wird ebenfalls Propen gebildet.